# Ейвері (Техас)
Ейвері (англ. Avery) — місто (англ. town) в США, в окрузі Ред-Ривер штату Техас. Населення — 421 особа (2020).

## Географія
Ейвері розташоване за координатами 33°33′4″ пн. ш. 94°46′48″ зх. д. / 33.55111° пн. ш. 94.78000° зх. д. (33.551195, -94.780084).  За даними Бюро перепису населення США в 2010 році місто мало площу 2,52 км², з яких 2,46 км² — суходіл та 0,06 км² — водойми.

## Демографія
Згідно з переписом 2010 року, у місті мешкали 482 особи в 215 домогосподарствах у складі 138 родин. Густота населення становила 191 особа/км².  Було 254 помешкання (101/км²).
Расовий склад населення:
| - 94,2 % — білих - 1,7 % — корінних американців - 0,8 % — чорних або афроамериканців - 0,4 % — азіатів - 2,1 % — осіб інших рас |

До двох чи більше рас належало 0,8 %. Частка іспаномовних становила 9,1 % від усіх жителів.
За віковим діапазоном населення розподілялося таким чином: 25,5 % — особи молодші 18 років, 55,0 % — особи у віці 18—64 років, 19,5 % — особи у віці 65 років та старші. Медіана віку мешканця становила 38,8 року. На 100 осіб жіночої статі у місті припадало 97,5 чоловіків;  на 100 жінок у віці від 18 років та старших — 78,6 чоловіків також старших 18 років.
Середній дохід на одне домашнє господарство  становив 36 217 доларів США (медіана — 24 583), а середній дохід на одну сім'ю — 39 872 долари (медіана — 28 438). За межею бідності перебувало 24,8 % осіб, у тому числі 36,7 % дітей у віці до 18 років та 32,7 % осіб у віці 65 років та старших.
Цивільне працевлаштоване населення становило 194 особи. Основні галузі зайнятості: освіта, охорона здоров'я та соціальна допомога — 27,3 %, роздрібна торгівля — 14,9 %, публічна адміністрація — 11,9 %, транспорт — 10,8 %.